# Șampon

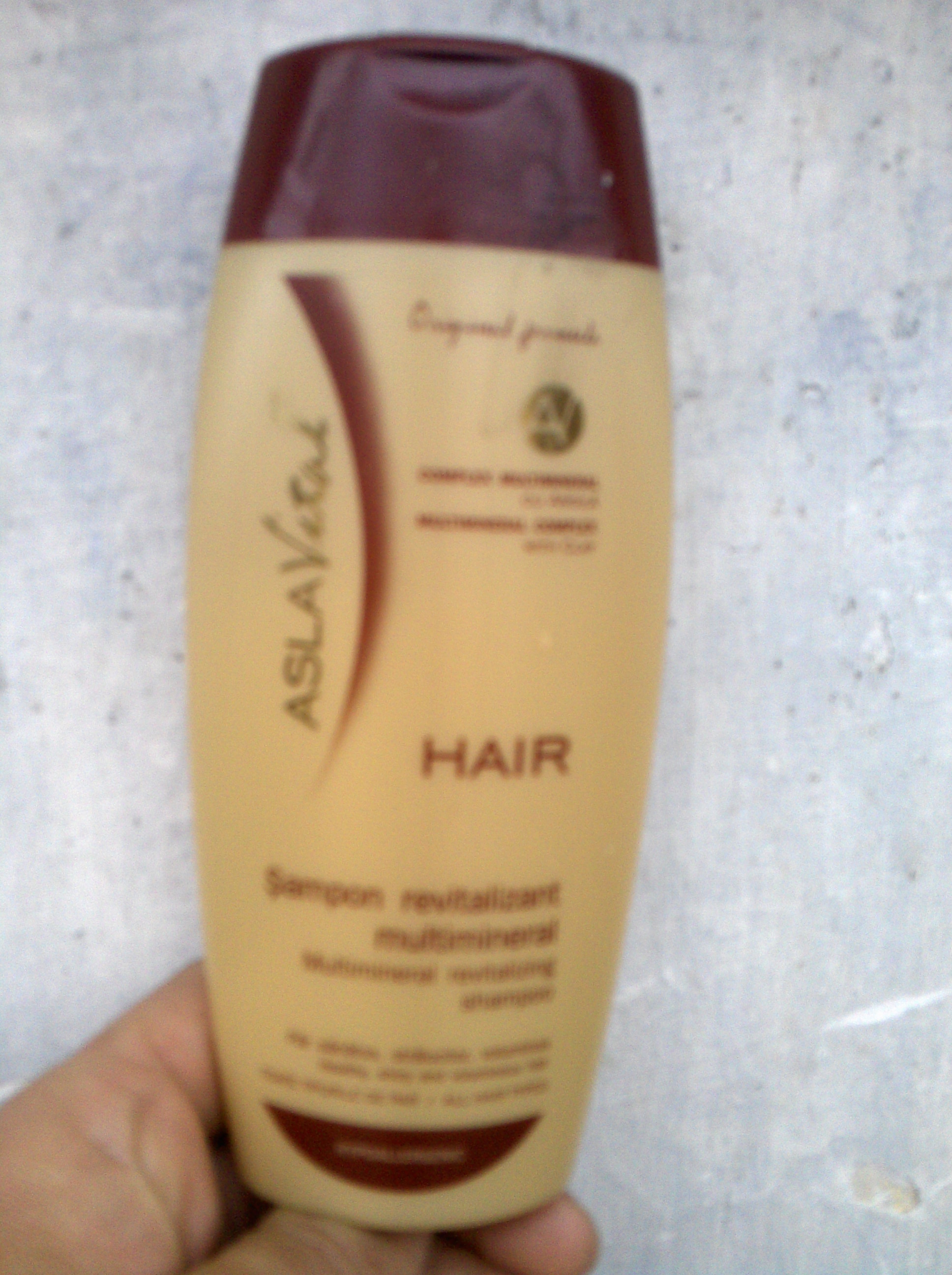
Ambalaj de plastic cu şampon

Șamponul este un produs pentru îngrijirea părului folosit pentru a îndepărta uleiurile, particulele de piele și alte elemente care se depozitează în păr.